# روب ووكر
روب ووكر (بالإنجليزية: Rob Walker)‏ هو سياسي أمريكي، ولد في 1975. حزبياً، نشط في الحزب الجمهوري. وقد انتخب عضو جمعية ولاية نيويورك.